# Лаал

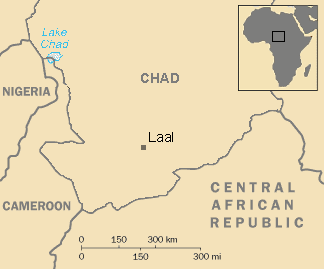
Местность, где распространён лаал

Лаал — язык-изолят Африки, носителями которого являются 749 человек (по данным 2000 года), жители 3 деревень префектуры Среднее Шари на юге республики Чад, расположенных на противоположных берегах реки Шари и называемых Гори, Дамтар и Маилао. Возможно, этот язык является изолированным. В этом случае он, возможно, является примером языка, принадлежащего к более древней группе из Центральной Африки. Лаал не имеет письменности (не считая транскрипций, созданных лингвистами). По словам члена организации SIL-Chad (проект «Этнолог») Дэвида Фэриса, язык находится под угрозой исчезновения, так как большинство людей моложе 25 лет сейчас употребляют более распространённый в данной местности язык багирми (baguirmi).
Впервые данный язык попал под внимание лингвистов-теоретиков в 1977 году после экспедиций Паскаля Буальдьё (Pascal Boieldieu) в 1975 и 1976 годах. Его полевые исследования в основном опирались на данные, полученные от одного респондента, жителя деревни Дамтар Джуама Кади (Djouam Kadi).

## Носители языка и его статус
Носители языка лаал в основном занимаются сельским хозяйством и рыболовством, а также продают соль, добываемую из пепла пальм дум и «травы гиппопотамов». Так же как их соседи народ ниллим (Niellim), они первоначально занимались скотоводством, но приблизительно в конце XIX века утратили свои стада. В большинстве своём носители языка лаал исповедуют мусульманство, хотя до второй половины XX столетия они следовали обычаям традиционного религиозного культа йондо (Yondo) племени ниллим. Территория их проживания довольно неразвита; в то время как в деревнях Гори и Дамтар находятся исламские школы, ближайшая государственная школа расположена на удалении 7 километров, а бесплатных медицинских пунктов в данном районе вообще нет.
Ранее в деревне Дамтар в употреблении ходил отдельный диалект, называвшийся лаабе (laːbé). К 1977 году оставалось всего 2 или 3 носителя этого диалекта. Его место занял диалект деревни Гори после того, как в конце XIX века 2 семьи из деревни Гори были вынуждены бежать сюда, спасаясь от войны. Других диалектов языка лаал неизвестно.
По законам Республики Чад, лаал, как и все другие языки Чада, за исключением французского и арабского, считается национальным языком. Однако, несмотря на то что конституция 1996 года предусматривает, что «закон должен создавать все необходимые условия для содействия развитию национальных языков», национальные языки не используются ни в сфере образования, ни в профессиональной сфере, ни, как правило, в печатной прессе, хотя некоторые наиболее крупные (не лаал) всё же употребляются в радиовещании.

## Классификация
Лаал все ещё не отнесён ни к одной языковой группе, однако известно, что большое влияние на него оказали адамава-убангийские языки (в особенности буа) и в меньшей степени — чадские языки. Иногда его объединяют с одной из этих двух языковых семей, а иногда рассматривают как изолированный. Буальдьё (1982), подводя итог своим рассуждениям, отметил: «Классификация языка остаётся затруднительной; в то время как имеются определённые лексические и, безусловно, морфологические сходства с языками буа (Адамава-13, Нигеро-Конголезская семья Дж. Г. Гринберга), язык совершенно отличается от последних по многим признакам, некоторые из которых a priori заставляют задуматься о географически близких чадских языках». Роджер Бленч (2003) так же полагает, что «словарный состав языка и его морфология, судя по всему, заимствованы частично из чадских языков (то есть семья афразийских языков), частично — из адамавийских (то есть нигеро-конголезская семья) и частично — из неизвестного источника, возможно, его первоначального типа — на сегодняшний момент исчезнувшей группы языков из Центральной Африки». Именно последняя возможность привлекает наибольший интерес. Если гипотеза подтвердится, лаал может стать единственным оставшимся пятном на лингвистическом пространстве Центральной Африки до распространения на него основных семей африканских языков — афразийских, нило-сахарских и нигеро-конголезских языков.
В языке встречается большое количество заимствованных слов из языка багирми, так как в течение нескольких столетий данный регион был частью Багирмийской империи, а местным центром был Корбол. Кроме того, практически все носители языка лаал говорят на ниллим в качестве второго языка, и «по меньшей мере, 20-30 %» засвидетельствованной лексики (Boyeldieu, 1977) показывает сходство с этим языком. Их непосредственные соседи говорят на языках буа, ниллим и ндам. Как и народ багирми, народ лаал — мусульмане (имеются арабские Y-гаплогруппы); частично из-за этого в языке встречаются некоторые арабские слова.

## Лингвистическая характеристика

### Фонология
Звуки языка лаал представлены ниже в транскрипции, соответствующей Международному фонетическому алфавиту.
|             |             | Губно-губные | Альвеолярные | Палатальные | Велярные | Глоттальные |
| Взрывные    | Глухие      | p            | t            | c           | k        | ʔ           |
| Взрывные    | Звонкие     | b            | d            | ɟ           | g        |             |
| Взрывные    | Преназал.   | mb           | ⁿd           | ɲɟ          | ŋg       |             |
| Имплозивные | Имплозивные | ɓ            | ɗ            | ʄ           |          |             |
| Спиранты    | Спиранты    |              | s            |             |          | h           |
| Носовые     | Носовые     | m            | n            | ɲ           | ŋ        |             |
| Дрожащие    | Дрожащие    |              | r            |             |          |             |
| Плавные     | Плавные     |              | l            | j           | w        |             |

Имплозивные и преназализованные согласные, также как и h, встречаются лишь в начале слова. Глухие согласные, также как и s, не могут стоять в конечной позиции в слоге. Звук /ŋ/ встречается в позиции между двумя звонкими и в конце слова. Звук /s/ можно встретить исключительно в заимствованных словах и некоторых числительных. Преназализованные согласные и имплозивный /ʄ/ встречаются крайне редко.
В неначальных слогах встречаются следующие гласные: /i/, /ɨ/, /u/, /e/, /ə/, /o/, /a/, а также дифтонг /ua/, при этом долгота звуков не различается. Однако система гласных звуков для начальных слогов намного более сложная. Звуки различаются по долготе, более того, отличают следующие дополнительные дифтонги: /ia/, /yo/, /ya/ (хотя последние два являются морфологически обусловленными формами звуков /e/ и /ia/, и их, возможно, лучше рассматривать как аллофоны). Кроме этого, звук /y/ может появляться совершенно случайно; Буаэлдье приводит в качестве примера слово mỳlùg «красные».
В языке лаал — трёхуровневая тоновая система, различают: высокий (á), средний (a) и низкий (à) тоны. Одна гласная может иметь сразу несколько тоновых характеристик, в результате чего появляются фонетические восходящие и нисходящие тоны; с точки зрения фонемики, они представляют собой последовательность ровных тонов. В данной статье подобные случаи в транскрипции отображаются повторением гласного (напр. àá); а долгие гласные помечены лишь двоеточием (напр. a:).
Суффиксация может приводить к любому из четырёх типов чередований гласных предшествующего слова:
- восходящее (звуки /ia/, /a/, /ua/ переходят в [e], [ə], [o]),
- нисходящее (звуки /e/, /ə/, /o/ — в [ia], [a], [ua]),
- слабое огубление (звуки /i/ и /ɨ/ переходят в [u]; звуки /e/ и /ia/ — в [yo]; а звуки /ə/, /a/ и /ua/ — в [o]),
- сильное огубление (звуки /i/ и /ɨ/ — в [u]; звуки /e/ и /ia/ — в [ya]; а звуки /ə/, /a/ и /o/ — в [ua]).

В транскрипции суффиксов они отображаются как ↑, ↓, ↗, ↘, соответственно. В некоторых глаголах чередование a/ə «поднимается» до [e], а не до [ə], как следовало бы ожидать.
Звуки ə и o в суффиксах подвергаются сингармонизму: они превращаются в соответственно ɨ и u, если предшествующей гласной является одна из {i, ɨ, u}. Подобным образом, звук r подвергается ассимиляции, превращаясь в l после слов, имеющих звук l. Суффиксы с нейтральным тоном воспроизводят конечный тон того слова, к которому они присоединяются.

### Синтаксис
Типичный для языка лаал порядок слов можно записать следующим образом: подлежащее — (глагольная частица) — сказуемое — дополнение — обстоятельство; предлог — существительное; предмет — хозяин, существительное — прилагательное. Если существительное могут выноситься вперёд, если они являются темой предложения. Смотрите ниже раздел «Примеры предложений» в качестве иллюстраций данного порядка слов и раздел «союзы» — для сложных предложений.

### Существительные
Существительные языка лаал имеют формы множественного и единственного числа (в некоторых случаях последние лучше рассматривать как сингулятивы), причём по форме единственного числа трудно предсказать, какой будет форма множественного числа: kò:g «кость» > kuagmi «кости», tuà:r «цыплёнок» > tò:rò «цыплята», ɲaw «голод» > ɲə̀wə́r «голода». Род существительных непроизволен; в лаал так же, как и в английском языке, различаются три естественных рода (мужской, женский и общий) соответственно замещающим их местоимениям.
Притяжательность выражается двумя способами:
- «неотчуждаемая» или прямая принадлежность: предмет следует за хозяином (и в некоторых случаях меняя тон или окончание предмета), напр. piá:r no «нога человека» («нога человек»);
- отчуждаемая принадлежность: между предметом и хозяином ставится слово-связка, изменяемое по числу и лицу, напр. làgɨˋm má màr-dɨb «лошадь кузнеца» («лошадь СВЯЗКА мужчина+из-кузницы»). Иногда это слова сокращается до простого высокого тона.

Однако если хозяин выражен местоимением, притяжательный падеж обозначается присоединением суффикса и заметным чередованием гласного (в первом случае), или используются специальные формы местоимений с предлогом «у», а также факультативная связка (во втором случае): na: ra ɟá ɗe: «мой муж» («муж СВЯЗКА у-меня»), mùlù «её глаз» («глаз-её», из mɨla «глаз»). Некоторые существительные (напр. páw- «друг») встречаются только со связанными местоимениями, и не имеют самостоятельной формы. Данное явление — обязательная притяжательность — обнаружено и во многих других языках, например, в андаманских языках, как правило, для слов, относящихся к личному родству. Смотрите раздел «Местоимения» для релевантных суффиксов.
Существительное, обозначающее кого-то, кто делает / имеет что-то или чем-то является, можно образовать с помощью приставки màr, примерное значение которой «он/она/оно кто/который»: màr jùgòr «землевладелец», màr ce «фермер» (ce = выращивать), màr pál «рыбак» (pál = ловить рыбу), màr pàlà ta: «ловец рыбы».

### Местоимения
Личные местоимения
Обратите внимание на то, что в представленных ниже таблицах проводится различие между инклюзивным и эксклюзивным местоимением со значением «мы», что встречается и во многих других языках (в английском и русском — нет), а в некоторых формах местоимение «я» различается по роду. Неодушевлённое местоимение множественного числа, как правило, употребляется молодыми носителями языка вместо одушевлённого местоимения, однако в таблице представлены обе формы. Объектные глагольные местоимения имеют довольно сложную систему употребления; в указанной таблице представлены только 2 серии их алломорфов
|               | Простые | Эмфатические | Бенефактивные | С предло-гом «у, в» | Притяжа-тельные | Объектные (n-тип)    | Объектные (r-тип)    |
| ------------- | ------- | ------------ | ------------- | ------------------- | --------------- | -------------------- | -------------------- |
| Я (муж.)      | ɟá      | ɟá           | ni            | ɗe:                 | -↑ər            | -↑ə́n                 | -↑ə́r                 |
| Я (жен.)      | ɟí      | ɟí           | ni            | ɗe:                 | -↑ər            | -↑ə́n                 | -↑ə́r                 |
| Ты            | ʔò      | ʔùáj         | na            | ɗa:                 | -↓a             | -↘(u)án              | -↘á                  |
| Он            | ʔà      | ʔàáj         | nar           | ɗa: r               | -↓ar            | -↓án                 | -↓ár                 |
| Она           | ʔɨ̀n     | ʔɨ̀ní         | nùg           | ɗò:g                | -↑o(g), -↗o(g)  | -↗òn                 | -↑ò                  |
| Оно/это       | ʔàn     | ʔàní         | nàná          | ɗà:ná               | -↓an            | -↓àn                 | -↓àr, -↓àn           |
| Мы (экскл.)   | ʔùrú    | ʔùrú         | nùrú          | ɗò:ró               | -↑rú            | -↗(ˋ)nùrú, -↑(ˋ)nùrú | -↗(ˋ)rùú, -↑(ˋ)rùú   |
| Мы (инкл.)    | ʔàáŋ    | ʔàáŋ         | nàáŋ          | ɗàáŋ                | -↑ráŋ           | -↑(ˋ)nàáŋ            | -↑(ˋ)ràáŋ            |
| Вы            | ʔùn     | ʔùnúŋ        | nùúŋ          | ɗòóŋ                | -↑rúŋ           | -↗(ˋ)nùúŋ, -↑(ˋ)nùúŋ | -↗(ˋ)rùúŋ, -↑(ˋ)rùúŋ |
| они (одуш.)   | ʔì      | ʔìrí         | nìrí          | ɗè:ri               | -↑rí            | -↑(ˋ)nìrí            | -↑(ˋ)rìí             |
| они (неодуш.) | ʔuàn    | ʔuàní        | nuàná         | ɗuà:ná              | -↘an, -↑uan     | -↘àn                 | -↘àr, -↘àn           |

Относительные и неопределённые местоимения
|                   | Муж., ед.ч. | Жен., ед.ч. | Неодуш., ед.ч. | Одуш., мн.ч. | Неодуш., мн.ч. |
| ----------------- | ----------- | ----------- | -------------- | ------------ | -------------- |
| Кто, чей, который | ɟá          | ɟí          | má             | jí           | já             |
| Некоторый …       | ɟàn         | ɟìn         | màn            | jìn          | jìn            |
| Такой …           | ɟuàŋá       | ɟùŋú        | muàŋá          | jùŋú         | jùŋú           |

Вопросительные местоимения
jé «что?», ɟè «кто?», ɗé «где?», sɨ̀g «сколько?».

### Предлоги
Предлоги предшествуют дополнениям: gɨ̀ pə:l «в деревне(ю)», kɨ́ jà:ná «к его телу» (= «близко к нему»).

### Глаголы
Глаголы в языке лаал не изменяются по лицу или роду подлежащего, но некоторые из них (примерно четверть из зафиксированных глаголов) изменяются по числу: no kaw «человек ест», mùáŋ kɨw «люди едят». Сложно предугадать форму множественного числа глагола, однако часто она образуется посредством чередования (обычно повышением высоты гласного) одновременно с или без прибавления суффиксов -i(ɲ) или -ɨɲ и изменением тона. Однако глагол изменяется в зависимости от прямого дополнения. Для обозначения прямого дополнения, выраженного местоимением, к нему прибавляются личные суффиксы. А когда к транзитивной форме с конечным низким тоном прибавляется прямое дополнение, выраженное не местоимением, глагол также обычно изменяется (образуется так же, как и «центростремительные», см. ниже). Например: ʔà ná ká «он будет делать»; ʔà ná kàrà mɨ́ná «он будет делать что-то»; ʔà kú na: ra «он видит человека»; ʔà kúù:rùúŋ «он видит вас».
Глагол имеет три основные формы: простую, «центростремительную» и «участвующую» (кальки терминов Буаэлдье). Простая форма употребляется в простом настоящем времени или императиве, например: ʔà duàg jə́w gə̀m «он спускается к берегу реки» (букв. «он опускать рот берег реки»). «Центростремительная» форма обозначает «ближнее» действие, либо в пространстве — движение в сторону говорящего — либо во времени действие непосредственно до настоящего момента; она образуется в основном прибавлением гласной (часто, но не всегда, идентичной последней гласной слова), например, ʔà duàgà jə́w gə̀m «он спускается на берег реки (ко мне)». «Участвующая форма» — образующаяся в основном так же, как и центростремительная, но с изменением конечного тона на высокий — как правило, показывает, что опущен объект или инструмент действия. Например, ʔà sá ɗa: g ʔà sɨ̀rɨ́ su «он берёт калебас и пьёт из него воду» (букв. «он брать калебас он пить-участвующая вода»).
Непосредственно перед глаголом может стоять частица, которая указывает на формы, не выражающие простого настоящего времени. Среди таких частиц: ná (мн.ч. ní), обозначающая будущее время, taá:/teé: (мн.ч. tií:), обозначающая длительное действие, wáa: (мн.ч. wíi:), обозначающая движение, náa: (мн.ч. níi:), очевидно являющаяся комбинацией ná и wáa:, mà (мн.ч mì), выражающая долженствование, mɨ́ , обозначающая косвенную речь (по видимости, доказательную), mɨ́nà (мн.ч. mínì), выражающая намерение, kò, обозначающая привычные действия, ɓə́l или ga (мн.ч. gi), обозначающая несовершенное действие и wó (всегда сопровождаемая присоединением ʔàle после глагола), означающая «может быть».
Средне-страдательный залог (см страдательный залог, средний залог) может быть образован прибавлением суффикса -↑ɨ́ɲ: к транзитивным глаголам, например: no siár sà:b «кто-то разорвал одежду» > sà:b sérɨ́ɲ «одежда разорвана». Для противоположной операции — образования переходных глаголов из непереходных — иногда изменяется тон или происходит замена формы единственного числа на форму множественного.
Отглагольные существительные, в основном из непереходных глаголов, иногда можно образовать прибавлением суффикса -(гласный)l, а иногда — чередованием звуков и изменением тона; например, wal «падать» > wàlál «падение», sùbá «лгать» > sɨ́blál (мн.ч. súbɨ̀r) «ложь». Звук l здесь превращается в n из-за близости с носовым, а r из-за близости с r: man «быть вкусным», manan «хороший вкус».

### Прилагательные
Непохоже, что прилагательные составляют самостоятельную категорию в языке лаал; в сущности, они ведут себя так же, как и глаголы. Например, gò: ʔì:r «козёл — чёрный». В атрибутивном значении они попросту присоединяются как определительное придаточное предложение: gò: má ʔì:r «чёрный козёл» (буквально «козёл который чёрный».)

### Числительные
Категория числительных включает в себя: ɓɨ̀dɨ́l «один», ʔisi «два», ɓisan «четыре». В опубликованных на данный момент работах никаких других числительных не приводится.

### Наречия
Наречия, как правило, стоят в конце простого предложения. Ниже приведены некоторые важные наречия.
Наречия места:
- «здесь»: ɗágàl, núŋú
- «там»: ɗaŋ
- «вон там, туда»: ɗàŋá

Наречия времени:
- «позавчера»: tá:r
- «вчера»: ʔiè:n
- «сегодня»: cicam, tari-màá
- «недавно»: bèrè
- «скоро»: sugo
- «завтра»: jìlí-kà:rì
- «послезавтра»: miàlgà

### Модальные частицы
Наиболее важные модальные частицы:
- Предглагольные: mɨ́ «так (сказать)», gàná «тогда»
- Постглагольные: wó «не», (ʔà)le «может быть», ɓə́l «снова», ʔá or gà «уже», à =вопросительная, wá =восклицательная, ta «теперь», cám «ещё раз».

### Союзы
С точки зрения синтаксиса, союзы в лаал можно разделить по 5 типам конструкций:
- только в конструкциях типа {главное предложение — союз — придаточное предложение}: mɨ́ «(сказать) что», ɓə «потому что»
- или в конструкции типа «главное предложение — союз — придаточное предложение» или в конструкции «союз — придаточное предложение — главное предложение»: ɟò «если», dànngà (возможно из багирмийского) «когда»
- в «окружённых» конструкциях: или «союз — главное предложение — союз — придаточное предложение», или «союз — придаточное предложение — союз — главное предложение»: ɟò… gàná «если»
- в простых сочинительных конструкциях «первая часть сложносочинённого предложения — союз — вторая часть сложносочинённого предложения»: ní «впоследствии», ku «затем», kó «однако», á or ná «и», ɓe: «или», ʔàmá (из арабского или багирмийского) «но».
- в «окружённых» сочинительных конструкциях «союз — первая часть сложносочинённого предложения — союз — вторая часть сложносочинённого предложения»: ku… ku "", jàn… jàn «как… так и».

## Примеры предложений
- mùáŋ lá tií: kìrì jé? «Чем занимается жители Гори?» (букв. «люди Гори ДЛИТ.-мн.ч. делать-мн.ч.-ПЕРЕХОД. что?»)
- mùáŋ lá tií: pál. «Жители Гори рыбачат.» (букв. «люди Гори ДЛИТ.-мн.ч. рыбачить.»)
- màr-ce ɓɨ́lá mɨ́ «bɨ̀là, ʔò teé: ɗɨ̀grɨ̀r». «Фермер сказал 'Ну уж нет! Ты меня обманываешь.'» (букв. «человек+кто-выращивает сказать что нет-способ ты ДЛИТ, обманывать-меня».)
- ɟá ná wùsù na pè:rí ní ʔárí ʔò ná kìnì jé? «Если/Когда я выну змею, что ты мне дашь?» (букв. «Я (муж.) буд.вр. брать+из-ПЕРЕХОД. для-ты змея тогда сначала ты давать-мне- ПЕРЕХОД. что?»)
- jà kàskàr mà mùáŋ lá sə̀ɲə́ be. «Жители Гори сражаются именно с мечами» (букв. «с мечи ЭМФАТ.(неодуш.) люди Гори сражаться-УЧАСТВ. бой.»)